# Миллер, Александр Александрович
Алекса́ндр Алекса́ндрович Ми́ллер (1862—1923) — ковенский губернский предводитель дворянства в 1902—1909 годах, камергер.

## Биография
Происходил из потомственных православных дворян Санкт-Петербургской губернии. Родился 11 (23) апреля 1862 года в семье коллежского советника Александра Александровича Миллера; мать — дочь коллежского советника Лидия Петровна Зеллинс. Имел брата Петра (16.11.1865—?) и сестру Лидию (23.12.1866—?).
Окончил Санкт-Петербургскую 3-ю гимназию (1882) и юридический факультет Санкт-петербургского университета (1888).
По окончании университета занялся сельским хозяйством в своем имении Чехово под Эйраголами в Ковенской губернии. Был соседом по поместью и другом П. А. Столыпина. В 1890 году был назначен почётным мировым судьёй Ковенского уезда, в 1899 году стал Ковенским уездным предводителем дворянства, а в 1902—1909 годах был губернским предводителем дворянства. В 1904 году был пожалован придворным званием камергера. Состоял председателем Ковенского общества сельского хозяйства и председателем Ковенского сельскохозяйственного товарищества. Принимал участие в различных совещаниях и комитетах, созывавшихся как местными, так и центральными правительственными учреждениями.
В конце 1909 года был назначен президентом города Варшавы. В 1915 году был вынужден эвакуироваться из Варшавы с отступающими русскими войсками, но формально оставался в должности вплоть до Февральской революции 1917 года. В 1911 году был произведён в действительные статские советники.
После Октябрьской революции находился в эмиграции в Германии.
Умер 26 сентября 1923 года в Баден-Бадене.

## Награды
- Орден Святой Анны 3-й ст. (1901)
- Орден Святой Анны 2-й ст.
- Орден Святого Владимира 4-й ст.
- Высочайшая благодарность (1912)
- Орден Святого Владимира 3-й ст. (1914)
- Орден Святого Станислава 1-й ст. (1915)

- медаль «В память царствования императора Александра III»
- медаль «В память 300-летия царствования дома Романовых» (1913)

## Семья
Был женат на Елене Александровне де-Роберти (1881—1967), дочери генерал-майора А. В. де-Роберти. Их дети:
- Лидия (по первому браку Голицына, по второму — Толстая)
- Николай.